# Paulo Cavalcante (artista visual)
Paulo Henrique Ribeiro Cavalcante, conhecido como Cavalcante ou Cavalca, (Rio de Janeiro, 31 de dezembro de 1961), é caricaturista, ilustrador e artista plástico brasileiro.

## Biografia
Autodidata, estreou no Pasquim em 1984. Logo depois, passou a contribuir com a revista Mad e, nos anos seguintes, teve suas caricaturas e ilustrações publicadas em alguns dos mais importantes jornais do Brasil nos últimos 30 anos.
Em 2001, foi premiado pela Society of Newspaper Design (SND), com o “The Best of Newspaper Design 2000”, na categoria “Individual Portfolio”, por seus trabalhos em “O Globo”.

## Carreira
Em passagem por São Paulo, colaborou com o jornal O Estado de S.Paulo. Pouco tempo depois, nos anos 1990, passou a trabalhar no jornal carioca O Globo, no qual publicou suas caricaturas em capas de diversos cadernos, como o suplemento literário “Prosa & Verso” e “Segundo Caderno”. Também ficou conhecido por suas ilustrações nas páginas de opinião do jornal. Cavalcante também realizou exposições no Brasil e no exterior.
Em 1999, recebe o “Award of Excellence”, da Society of Newspaper Design (SND), por retrato de página inteira do filósofo Michel Foucault, publicado no caderno de cultura de O Globo.
Nos anos 2000, numa iniciativa pioneira, lançou a revista Papel Brasil, especializada em arte gráfica, pela editora Garamond, em companhia dos artistas Lula Palomanes, Glauco Cruz e Walter Vasconcelos.
Também nos anos 2000, participou da exposição “As novas estéticas da caricatura ibero-americana”, no 11º Festival Internacional da Banda Desenhada, na cidade de Amadora, em Portugal.
Em 2011, no 3.º Festival Internacional de Humor do Rio de Janeiro, voltado para profissionais que já atuavam há anos na grande imprensa, conquistou o primeiro lugar na categoria Caricatura, com um desenho da cantora Amy Winehouse.
Em 2012, teve indicação ao prêmio de melhor caricaturista no Troféu HQ Mix, da cidade de São Paulo.
Em 2013/2014, fez no Museu Nacional de Belas Artes (MNBA) uma retrospectiva de sua carreira intitulada "A Arte de Cavalcante", na 1.ª Bienal Internacional da Caricatura. A mostra mescla trabalhos gráficos e pinturas em telas. A exposição foi recomendada pela crítica especializada da revista Veja Rio como uma das melhores mostras do Rio de Janeiro no período.
Em 2016, foi o vencedor do 1.º Salão Latino-americano de Humor, no Memorial da América Latina, em São Paulo, com uma caricatura de Vinicius de Moraes.